# あなたがいたら/少女リンダ
『あなたがいたら/少女リンダ』（原題: Wish You Were Here）は、1987年公開のイギリス映画。戦後イギリスの海岸沿いの田舎町を舞台に、自由奔放な少女リンダの思春期における反抗・孤独・性体験・愛をユーモラスに綴った青春物語である。イギリスの田舎町独特の雰囲気が忠実に再現されているとされる。また、高貴なティールームでの大立ち回りや、少女の衣装でタップを踊る老婆など、随所に見られるユーモアとシニカルな表現は、イギリス映画特有の「上品なようでグロテスク」さがあり、モンティ・パイソンを思わせると評される。主演のエミリー・ロイドは、撮影初日に16歳の誕生日を迎え、演技とも地のままとも取れるキュートでみずみずしい姿が話題を呼んだ。

## ストーリー
1951年のイギリス、16歳のリンダは、地元の名士である父ヒューバートと品行方正な妹マーガレットとともに小さな海辺の町に住んでいた。変化の乏しい日々に退屈し、口を開けば下品な言葉を吐き、隙あらばスカートをたくし上げて少年たちを挑発。奇行を繰り返すリンダは周りから浮いた存在になっていた。美容学校の訓練生だったが、パーマのかけ方が乱暴で退学させられてしまう。父親のコネで、バス会社の事務員、フィッシュ&チップスの移動販売員など、さまざまな仕事に就くが、抑制の効かないリンダは直ぐクビになってしまう。折り合いの悪い父親は、溜まりかねてリンダを精神科医に連れて行くが、医師からの質問にも終始ふざけ続ける始末。いつもアッケラカンとして能天気に見えるリンダだが、自室で1人になると灯りも点けずにうなだれ、優しかった母の思い出に浸りながら人知れず涙を流していた。
すべてのことに退屈しきっていたリンダは、遊歩道で出会った少年ブライアンと映画デートをしたり、若いバス車掌デイブと一夜を共にするなどボーイハントに励むが、父親からの横槍で関係は絶たれてしまう。一方、父ヒューバートの中年の友人エリックはリンダに性的対象として興味を持ち、父ヒューバートの目を盗んではリンダにイヤラしく接触してくる。最初は拒んでいたリンダだが、父親との関係悪化をかき消すかのように、あるいは当て付けのように、中年男エリックとの火遊びにのめり込んでいく。それを知った父ヒューバートは、どれほど哀れな行為か罵り、リンダの母親も生きていたら悲しむだろうと嘆く。
1945年、まだ幼いリンダ。復員してきた父ヒューバートを囲んで親戚友人が集まり、父の"お決まり"の自慢話で大人たちが盛り上がっている。かつての女優との関わりについてだ。そんな中でも粛々と給仕をする母エリザベスを幼いリンダはただ見つめていた。唐突に、脈略のない悪態を突くリンダに父は激怒し部屋から追い出す。自室で1人うなだれるリンダにそっと寄り添い、優しく髪を撫でる母エリザベス。
しばらくしたある日、自室で1人うなだれる幼いリンダ。父が部屋に入ってくるが無言で立ち去る。入れ替わりに叔母のミリーが現れ優しく髪を撫でて階下に連れておりる。下では母の棺が運び出されていた。
エリックとの関係がバレた翌日、リンダは家を出てエリックのもとに身を寄せた。涙ながらに慰めを求めるが、エリックはリンダの訴えを無視しセックスすることにしか興味がない。リンダは最終的にエリックと別れ、ティールーム「パリス・カフェ」のウェイトレスとしての仕事に就き、友達もできて順調に新生活を始めていた。そんな中、突然エリックが現れ、寄りを戻したいと泣きつく。小競り合いの中でリンダが妊娠していることを明かすと、エリックの態度は露骨に急変するのだった。失意のリンダは同僚のヴィッキーに付き添われ、メモを頼りに堕胎医の家を訪ねるも門前で怖気付く。費用もままならない。
家出した娘の妊娠を知った父ヒューバートはティールームに客として訪れる。リンダは挑戦的な態度で接客するが、父親の「アバズレだと分かるぞ」との発言が引き金となって大ゲンカに発展してしまう。止めに入るマネージャーを他所に、次第にエスカレートしたリンダは、テーブルによじ登り、汚い言葉で騒ぎ立て、ティールームの客を下品な言葉で侮辱してみせた。公衆の面前で醜態を晒したリンダはその場で解雇されるが、ティールームのピアノを弾く年配女性と仲間のウェイトレスは、背筋をピンと伸ばし颯爽と立ち去るリンダに拍手を送るのだった。
絶望的な状況に陥ったリンダは、身内で唯一理解のある叔母のミリーに会う。バッグから取り出した札束をそっと差し出すミリー。未婚の子連れでは苦労を背負い込むだけ、堕胎か養子に出すことになる。お金の使い道は自分で決心するようにと促す。リンダは以前訪れた堕胎医の家の門前に佇んでいた。
数ヵ月後、リンダは乳母車に生まれたばかりの赤ん坊を乗せて、晴れ晴れとした表情で生まれ育った町に戻って来た！以前働いていたバス倉庫、少年たちに脚を見せていた遊歩道、かつてのたまり場を颯爽と通り過ぎる。公園の芝生でボール遊びをする大人たちの中にエリックもいたが、鮮やかなドレスに身を包み、堂々と乳母車を押すリンダの姿に愕然としている。リンダは実家の玄関前に到着し呼び鈴を鳴らした。赤ん坊を抱き上げると、ふたりに燦々と陽の光がふりそそぐのだった。

## キャスト
- リンダ - エミリー・ロイド
- エリック - トム・ベル
- ヒューバート（父） - ジェフリー・ハッチングス
- エリザベス（母） - スーザン・スキップル
- マーガレット（妹） - クロエ・リーランド
- ミリーおばさん - パット・ヘイウッド
- デイブ - ジェシー・バーソール
- ブライアン - リー・ウィットロック
- ヴァレリー - バーバラ・ダーキン
- ヴィッキー - キム・マクダーモット
- タップ・ダンサー - トラディ・キャバナ

## 受賞・ノミネート
| 映画賞                             | 部門                 | 対象                     | 結果       | 出典   |
| ---------------------------------- | -------------------- | ------------------------ | ---------- | ------ |
| イブニング・スタンダード英国映画賞 | 最優秀女優賞         | エミリー・ロイド         | 受賞       | [ 7 ]  |
| 全米映画批評家協会賞               | 最優秀女優賞         | エミリー・ロイド         | 受賞       | [ 8 ]  |
| カンヌ国際映画祭                   | 国際映画批評家連盟賞 |                          | 受賞       | [ 9 ]  |
| 英国アカデミー賞                   | 最優秀脚本賞         | デイヴィッド・リーランド | 受賞       | [ 10 ] |
| 英国アカデミー賞                   | 最優秀女優賞         | エミリー・ロイド         | ノミネート | [ 11 ] |

## 日本での扱い
- 第2回東京国際映画祭のヤングシネマ部門のコンペティションで初上映され、それに合わせてデヴィット・リーランド監督とエミリー・ロイドが来日。[12]。
- 1987年12月19日、銀座文化劇場がシネスイッチ銀座としてリニューアルオープンした際にオープニング作品として上映された[13][14][15]。また、劇場リニューアルにフジテレビが出資していた関係で、深夜番組内で頻繁にCMが流された。
- 「リンダ、優しい人はいつでも君の胸のなかにいるよ。」というキャッチフレーズが使われた[16]。
- パンフレットの表紙は、パステルを用いた人物画で当時人気を博していたイラストレーターのペーター佐藤が手掛けた[14]。
- 1988年、シネスイッチレーベル第一弾としてポニーキャニオンからVHSが発売された[14]。
- 松任谷由実の楽曲SWEET DREAMSのミュージックビデオに映画のシーンが使用されている[17]。

## その他
- この作品は、イギリスに実在するシンシア・ペイン（英語版）という売春宿経営者の少女時代を描いたとされる[6]。
- 監督のデイヴィッド・リーランドは、シンシア・ペインが大人になってからの体験を描いた映画『Personal Services（英語版）』の脚本も手掛けており、モンティ・パイソンのテリー・ジョーンズが監督をつとめ、同年の1987年に公開されている[6]。
- リンダ役で脚光を浴びたエミリー・ロイドにはハリウッドからオファーが殺到した[18]。翌年、17歳で単身アメリカに渡るも、ほどなくして精神病を患い、長く闘病生活を送ることになる[18]。2005年のインタビューで、リンダ役を演じたことについて「祝福でもあり、呪いでもあった」と表現している[19]。2014年に娘が誕生し回復している[18][20]。
- 2017年、ロケ地であるイングランド南部ウェスト・サセックスのワージング(Worthing)で、地元の映画史に関する書籍出版に合わせ、『あなたがいたら/少女リンダ』30周年記念上映会が開催された。映画の中にも登場するドームシネマで行われ、デヴィッド・リーランド監督とエミリー・ロイドらが登壇し大きな歓声を浴びた[21]。